# ناتاشا هنت
ناتاشا هنت (بالإنجليزية: Natasha Hunt) هي لاعبة اتحاد الرغبي بريطانية، ولدت في 28 مارس 1990 في غلوستر في المملكة المتحدة.

## وصلات خارجية
- ناتاشا هنت على موقع اللجنة الأولمبية الدولية (الإنجليزية)
- ناتاشا هنت على موقع أوليمبيديا (الإنجليزية)
- ناتاشا هنت على موقع اللجنة الأولمبية البريطانية (الإنجليزية)